# Schlacht an der Milvischen Brücke

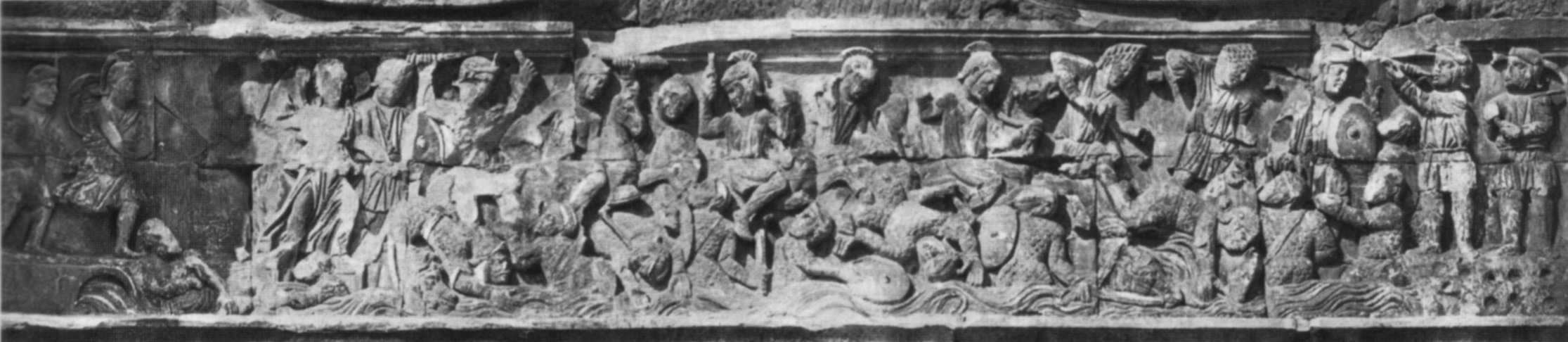
Darstellung der Schlacht an der Milvischen Brücke (proelium) auf dem Konstantinsbogen

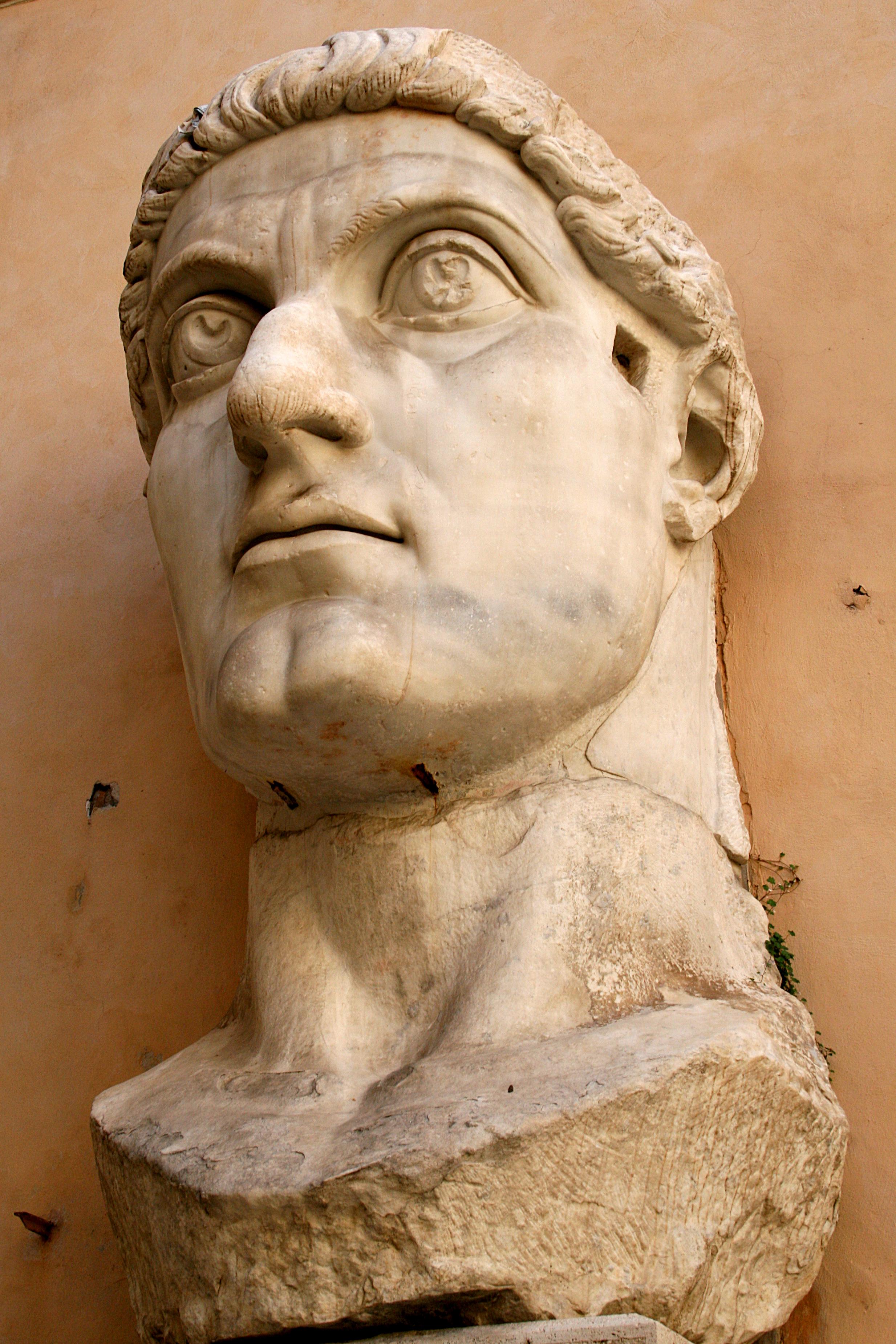
Konstantin

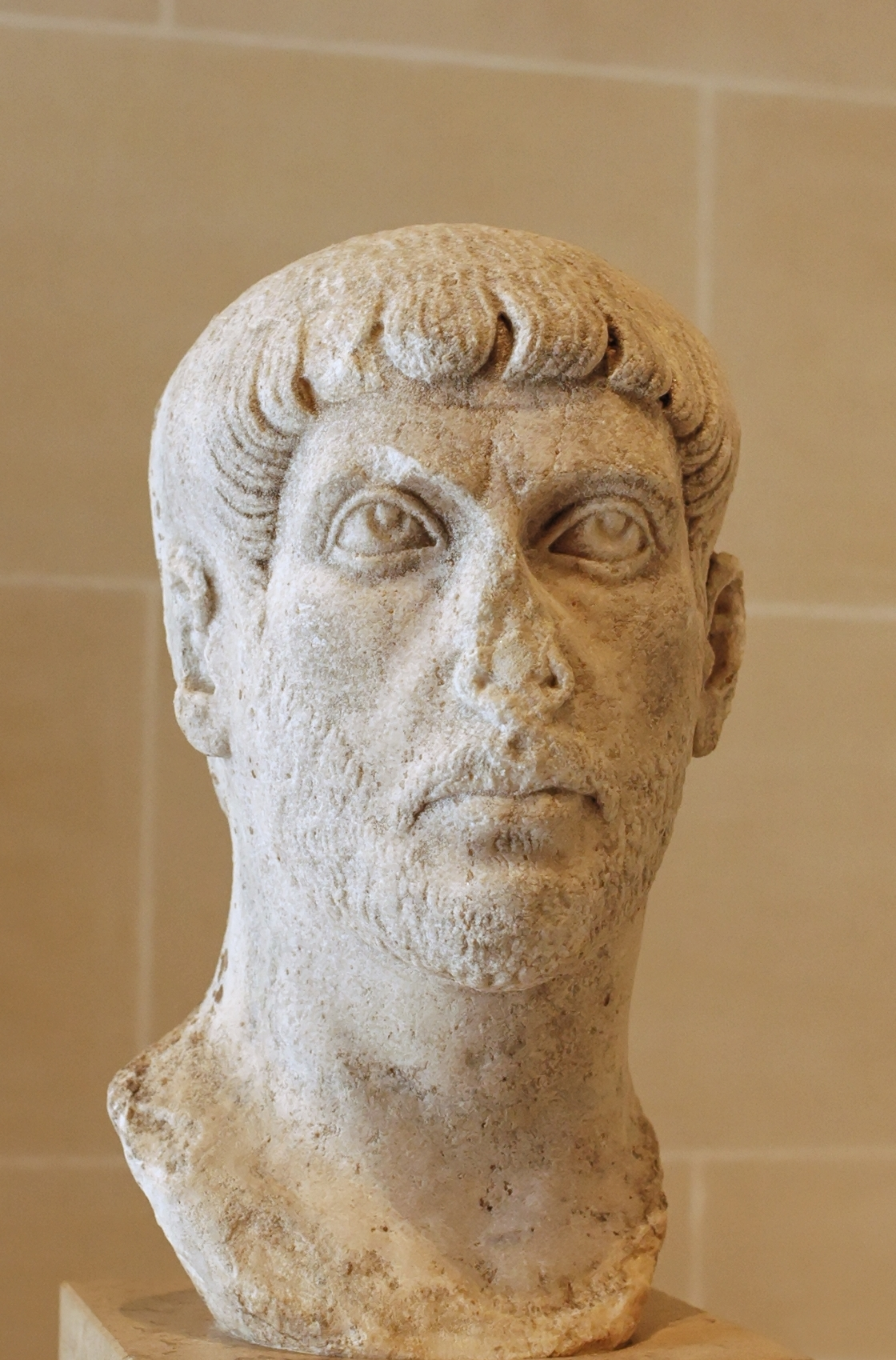
Maxentius

In der Schlacht an der Milvischen Brücke (auch Schlacht bei Saxa Rubra) am 28. Oktober 312 besiegte Konstantin der Große seinen Rivalen Maxentius und wurde damit zum alleinigen Herrscher im römischen Westreich. Aufgrund der späteren Regierungsmaßnahmen Konstantins kommt der Schlacht auch eine weit darüber hinausgehende Bedeutung zu.

## Vorgeschichte
Nach dem Tod von Kaiser Galerius 311, der in der Vierten Tetrarchie die Führungsrolle innehatte, verblieben neben Konstantin noch Maximinus I. Daia (310–313) und Licinius (308–324) als legitime Kaiser. Konstantin beherrschte dabei hauptsächlich Gallien und Britannien. Maxentius war, wie Konstantin, der Sohn eines Kaisers (Maximian), der seine Erbansprüche nicht durch die Regelung der Tetrarchie einschränken lassen wollte.
Im Frühjahr 312 marschierte Konstantin in Italien ein. Maxentius war darauf gut vorbereitet, er hatte mehrere Städte in Norditalien zusätzlich befestigen lassen. Zahlenmäßig waren seine Truppen wohl überlegen; er soll über 100.000 Mann verfügt haben, wovon sich ein Teil in Oberitalien versammelt hatte. Konstantin konnte aufgrund der Gefährdung der Rheingrenze nur ein Viertel seines Gesamtheeres mitführen, das heißt, etwa 40.000 Mann. Nachdem Konstantin in Oberitalien mehrere Siege errungen hatte, erwartete Maxentius ihn in Rom mit der Prätorianergarde und Truppen, die Konstantins Armee an Zahl noch überlegen gewesen sein dürften.

## Verlauf der Schlacht
Die Milvische Brücke, lateinisch Pons Milvius, jetzt italienisch Ponte Milvio, war die Tiberbrücke der Via Flaminia direkt vor Rom. Die Schlacht fand am 28. Oktober 312 statt; Konstantin siegte und Maxentius ertrank im Tiber, wodurch Konstantin alleiniger Herrscher des Westens wurde.
Vermutlich fand das eigentliche Gefecht nicht an der Brücke, sondern etwa 7 Kilometer weiter nördlich bei Saxa Rubra statt. Die Truppen des Maxentius, der selbst in Rom geblieben war, wollten Konstantins Heer offenbar einen scheinbaren Durchbruch erlauben, um es dann einkesseln zu können. Die Milvische Brücke hatte man zuvor einreißen lassen und daneben eine Hilfsbrücke errichtet. Als sich die Vorhut des Maxentius aber zum Fluss zurückzog, brach bei dessen Truppen offene Panik aus.
Hätte der Schlachtplan des Maxentius funktioniert, so wäre Konstantin zwischen dem Tiber und dem Heer des Maxentius gefangen gewesen. Dies würde auch die ansonsten völlig unverständliche Zerstörung der Brücke durch die Truppen des Maxentius erklären. Stattdessen kam es zu einer ungeordneten Flucht. Als Maxentius hiervon erfuhr, verließ er Rom und versuchte, mit seinen Eliteeinheiten die Lage wieder zu stabilisieren. Dies misslang und er kam im Tiber um. Am Tiber selbst kam es wohl nicht zu einer Schlacht im eigentlichen Sinne.

## Folgen
Bereits das von Kaiser Galerius im Jahre 311 verabschiedete Toleranzedikt beendete im Wesentlichen die Christenverfolgung im Römischen Reich. Auch für Maxentius lässt sich, anders als die konstantinfreundlichen Quellen suggerieren, keine antichristliche Politik nachweisen. Die Schlacht bei der Milvischen Brücke markiert dennoch aus späterer Sicht zusammen mit der Mailänder Vereinbarung den Übergang zu einer christenfreundlichen Politik, da Konstantin den Sieg offenbar dem Wirken des Gottes der Christen zuschrieb. Allerdings war der Kaiser bis zu seinem Tode bemüht, die unterschiedlichen Kulte seines Reiches in seiner „inklusiven Rhetorik“ unterzubringen. So können (allerdings nur vereinzelt) noch bis 325 Sol-Comes-Münzen datiert werden, die Konstantin zusammen mit dem Sonnengott Sol Invictus darstellen. Auch der Sonntagserlass von 321 enthält ebenfalls keine expliziten Hinweise auf das Christentum. Nach 312 gibt es aber auch keinen Hinweis mehr auf eine Förderung der paganen Kulte. Im Westen musste sich Konstantin ohnehin den Gegebenheiten anpassen und förderte seit seiner Alleinherrschaft 324 das Christentum stärker als zuvor. Es ist wahrscheinlich, dass Konstantin über den Sonnengott schließlich zum Christentum fand, wenngleich weiterhin offenbleibt, wen Konstantin konkret unter „seinem Gott“ verstand.

## Die Vision Konstantins
Über die Vision Konstantins am Vorabend der Schlacht gibt es verschiedene Darstellungen, die einander teilweise widersprechen.
Eine relativ kurz nach den Ereignissen, um das Jahr 317 verfasste Darstellung bietet Lactantius in de mortibus persecutorum (Lact. m.p. 44,1–9): Er berichtet von einem Traum Konstantins, der diesen veranlasste, ein Staurogramm auf den Schilden anbringen zu lassen.
Die bekannteste Version gibt Eusebius von Caesarea in der Vita Constantini (Eus. v. C. 1,27–32) wieder: Auf einem Marsch irgendwann vor der Schlacht hätten Konstantin und sein Heer zu Mittag ein Kreuz aus Licht (Signum Crucis) über der Sonne mit den Worten (oder einem entsprechenden Symbol?) „Eν τούτω νίκα“ (En touto nika, griechisch: „In diesem [Zeichen] siege“) gesehen. Dieses Zeichen sei Konstantin lange nicht verständlich gewesen, weshalb ihm in der Nacht vor der Schlacht Jesus Christus mit dem gesehenen Zeichen erschienen sei und seine Verwendung als Schutz- und Siegeszeichen angewiesen habe. Daraufhin sei das Labarum, ein mit Christogramm verziertes, kreuzförmiges Vexillum, angefertigt und verwendet worden.
Die Darstellung des Eusebius, die wahrscheinlich auf Äußerungen von Konstantin selbst zurückgeht, ist jedoch erst später, um die Mitte der 320er Jahre, entstanden. Auch erst zu dieser Zeit wurde das Labarum eingeführt. Ein weiterer Bericht findet sich u. a. in der Kirchengeschichte des Eusebius (Eus. h. e. 9,9,1–5). Eine Schilderung der Vision aus heidnischer Sicht bietet wohl ein lateinischer Panegyrikus des Jahres 310 oder 313.

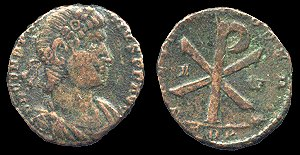
ChiRho auf römischer Münze aus dem 4. Jh.

Nicht auszuschließen ist ein realer Kern der Berichte, etwa ein Naturphänomen wie ein Halo, bei dem unter bestimmten atmosphärischen Bedingungen Sonnenlicht gebrochen wird und dadurch Kreis- und Kreuzstrukturen sichtbar werden. In diesem Sinne könnte etwa das in einer anderen Quelle überlieferte „Wunder von Grand“ in Gallien aus dem Jahr 310 einzuordnen sein, das Konstantin sah: eine Himmelserscheinung, die ein anonymer Panegyriker – wahrscheinlich in Abstimmung mit dem Kaiserhof – als göttliches Zeichen (hier noch mit Bezug auf Apollon) deutete. Unter christlichem Einfluss mag Konstantin schließlich tatsächlich geglaubt haben, ihm stehe der Gott der Christen zur Seite und er erfülle eine göttliche Bestimmung. In diesem Sinne wurden die späteren Berichte zusätzlich ausgeschmückt und dienten der konstantinischen Herrschaftspropaganda.
Mehrere Forscher gehen davon aus, dass für Konstantin die Sonnenvision von 310 entscheidend gewesen sei. Demnach verbanden sich in seiner Vorstellung zunächst Sol und Christengott, bevor er die Erscheinung bei Grand definitiv auf den christlichen Gott zurückführte und „solare Elemente“ zurücktraten. Sicher ist, dass Konstantin schließlich seinen Sieg an der Milvischen Brücke 312 auf den Beistand des Christengottes zurückführte und nun uneingeschränkt im Westen herrschte.